# Elizabeth Medora Leighová
Elizabeth Medora Leighová (15. dubna 1814 – 28. srpna 1849) byla třetí dcerou Augusty Leighové. Široce se spekuluje o tom, zda nebyl jejím otcem matčin nevlastní bratr George Gordon Byron, přestože jejím otcem byl oficiálně matčin manžel George Leigh.

## Narození
Narodila se jako prostřední ze sedmi dětí. Tři dny po jejím narození navštívil ji i matku Byron. Ten napsal později své přítelkyni, lady Melbournové: "Oh, ale stojí za to! Nedokážu říct proč. A není Opice, a pokud ano, tak to musí být moje chyba". Lidé byli přesvědčeni, že děti narozené z incestu mohou být opice. Prostřední jméno dítě dostalo po hrdince z Byronovy básně The Corsair. Rodina jí říkala Elizabeth nebo "Libby", ale později používala také jméno Medora. Kvůli skandálu nad jeho odchodem od manželky Annabelly, zvěsti o jeho vztahu s Augustou a rostoucí dluhy donutily Byrona v roce 1816 opustit Anglii. Nikdy se už nevrátil.

## Dětství
Augustin manžel George nikdy nezodpověděl otázku Medořina otcovství a tak vyrůstala spolu se svými bratry a sestrami, nevědoma si toho, že může být první z Byronových tří dcer. Jako dospívající dívka byla svedena svým švagrem, Henrym Trevanionem, nešťastně ženatým s její starší sestrou Georgianou. Doprovázela pár, když se ubytovával v Canterbury v domě jejich tety, lady Byronové. Když sousedé ohlásili dívčino zjevné těhotenství lady Byronové, zajistila, aby trojice odcestovala do Francie, kde se dítě narodilo a bylo dáno k adopci. Medora se vrátila domů, ale vztah s nevyhnutelnými důsledky pokračoval. Všichni tři odcestovali do Bath k Henryho příbuzným, aby se pokusili skrýt Medořino druhé těhotenství před Medořiným otcem, plukovníkem Leighem. Plukovník byl nakonec informován a po cestě do Bath s právníkem odvezl Medoru od Trevanionových do zařízení v Londýně, aby mohla v tajnosti dítě porodit. Poté, co potratila, Henry zajistil její útěk a pár prchl v roce 1831 do Francie.

## Manželství a Francie
Henry Trevanion a Medora se pod jménem Aubin usadili ve starobylém zámku v blízkosti Morlaix ve Francii. V roce 1833 žili v Bretani na Breton Carhaix.
Medora se stala katoličkou a rozhodla se vstoupit do kláštera. Otěhotněla však znovu. Abatyše našla Medoře ubytování mimo klášter, kde 19. května 1834 porodila dceru, která byla 21. května 1834 pokřtěna Marie Violette Trevanion.
Kvůli chudobě a nemoci musel pár nakonec prosit rodinu o peníze. Henryho otec, major John Bettesworth-Trevanion, poslal jednoho z Henryho strýců do Bretaně, aby Henryho přesvědčil k návratu do Anglie. Henry odmítal odejít. Augusta Leighová pečovala o tři děti své dcery Georgiany a Henryho, ale poslala Medoře peníze. Augusta však nakonec ztratila styk s Medorou, která po řadě potratů onemocněla.
V roce 1838 se Henry Trevanion a Medora Leighová natrvalo rozešli.
Leighová a její dcera byly řadu let finančně i emocionálně podporovány Byronovou bývalou manželkou Annabellou Milbankovou a Byronovou jedinou manželskou dcerou Adou Lovelace. Annabella řekla Adě, že Medora je její nevlastní sestra, že jejím otcem je Byron.
Medora měla poměr s francouzským důstojníkem, který ji opustil. Nakonec skončila s jeho sluhou, bývalým seržantem Jean-Louisem Tailleferem, s nímž žila na jihu Aveyronu ve Versols et Lapeyre. Měla s ním syna Elieho (1846–1900), který se stal katolickým knězem v Aveyronu. Pár se 23. srpna 1848 vzal.
Medora zemřela 28. srpna 1849 ve Versols-et-Lapeyre na neštovice. Henry zemřel v roce 1855 v Bretani a jejich dcera vstoupila v roce 1856 do kláštera pod jménem "sestra St. Hilaire".